# Crecchio
Crecchio est une commune italienne d'environ 2 770 habitants, située dans la province de Chieti, dans la région Abruzzes, en Italie méridionale. Le village conserve l'apparence d'un petit village médiéval dominé par le château ducal. Le village est Jumelé avec Lariano, depuis 1997 San Isidro, depuis 2012.

## Géographie physique

### Territoire
La municipalité de Crecchio est incluse dans la zone vallonnée qui s'étend de la côte adriatique à la limite des contreforts de la Maiella. Dans la partie nord-ouest, le territoire est traversé par la rivière Arielli et le ruisseau Rifago qui, à leur tour, ont délimité et isolé la colline sur laquelle se dresse le centre historique. Dans la partie orientale, le terrain descend doucement vers la vallée de Moro. Il y a des zones plates, en particulier près de la route provinciale (ex SS 538) "Marrucina" (localité de Pietra Lata, Casone et Macchie ), dans les zones de Fonte Roberto et Ciaò (entre Villa Mascitti et Casino Vezzani), près de Villa Tucci (Padule, Pozzo et Capo Lemare) et à Santa Maria . La pente diminue progressivement de SW à NE. L'altitude varie d'un minimum de 86 m asl, mesuré dans la vallée Arielli à Piano di Morrecine (dans la partie nord de la municipalité), à un maximum de 276 m asl, enregistré près de l'ancienne gare la ville d'Arielli). La maison municipale est située à 209 m d'altitude. L'altitude des fractions est indiquée dans le tableau suivant :
| Fraction              | Altitude (m asl) |
| --------------------- | ---------------- |
| Casino Vezzani        | 172              |
| Casone                | 217              |
| San Polo              | 258              |
| Santa Maria Cardetola | 232              |
| Vassarella            | 190              |
| Via Piana             | 250              |
| Villa Baccile         | 218              |
| Villa Consalvi        | 241              |
| Villa Formicone       | 220              |
| Villa Marcone         | 215              |
| Villa Mascitti        | 203              |
| Villa Mucchiarelli    | 218              |
| Villa Selciaroli      | 244              |
| Villa Tucci           | 209              |

Presque toute la zone municipale a des couches de galets polygéniques avec des lentilles de sables jaunâtres et d'argiles gris-verdâtre, originaires du Pléistocène marin. Le long des vallées du torrent Arielli et San Giorgio, il y a des graviers, des sables, des limons torrentiels et fluviaux remontant à l'Holocène. La vallée de Moro est caractérisée par des dépôts de sable jaunâtre et de grès d'origine pléistocène ; répandus sont des débris stratifiés, des couvertures de débris colluviaux du Pléistocène moyen supérieur Holocène, des dépôts alluviaux et des deltistes actuels. Le territoire, dans sa partie centrale et sud-est, est également traversé par quelques terrasses morphologiques qui séparent les zones sablonneuses de celles de matériaux plus grossiers.

### Hameaux
Antonucci, Cardetola, Casino Vezzani, Ciaò, Consalvi, Contrada Marcone, Croce di Molle-Catabbi, Bevilacqua, Mucchiarelli, San Polo, San Polo Stazione, San Romano, Scarinci, Selva, Sgobbati, Vassarella, Via Piana, Villa Selciaroli, Villa Baccile, Villa Consalvi, Villa Formicone, Villa Mascitti, Villa Selciaroli, Villa Tucci et Villavalentini .

### Communes limitrophes
Arielli, Canosa Sannita, Frisa, Ortona, Poggiofiorito, Tollo

#### Hydrographie
La route provinciale de Marrucina divise le territoire municipal sur toute sa longueur en deux zones hydrographiques différentes: une partie nord appartenant au bassin Arielli (14,10 km²) et une partie sud incluse dans le bassin Moro (3,39 km²). Une fine bande, à la frontière avec la commune d'Ortona, appartient plutôt au bassin du Fosso Riccio (1,87 km²). Les principales rivières qui traversent le territoire de la commune sont :
- Rivière Arielli : elle naît à environ 390 m d'altitude juste en amont de la ville de Malverno (municipalité d'Orsogna ). La principale vente aux enchères a une longueur d'un peu plus de 18 km et se jette dans la mer Adriatique au sud de la gare de Tollo. Le bassin s'étend sur 41 km² et se situe entre celui du Forum au nord et celui du Moro au sud. À proximité du centre historique de Crecchio, la vallée devient étroite et profonde, avec un couvert boisé remarquable. Sur une courte distance, il sert de frontière entre Crecchio et Canosa Sannita[2],[16].
- Rivière Moro : elle prend sa source à 5 km au nord de la ville d'Orsogna à une altitude de 590 m et a une longueur d'environ 23 km. Il reste entre les bassins Arielli au nord et Feltrino au sud et couvre une superficie totale de 73 km². Il représente la frontière entre Crecchio et Frisa[2],[16].
- Torrente Rifago : né près de Arielli à 304 m au-dessus du niveau de la mer et, après un tronçon d'environ 5 km, flux nell'Arielli (140 m au-dessus du niveau de la mer), juste au nord de Crecchio. La vallée a une végétation épaisse près de la colline de Crecchio[2].
- Torrente San Giorgio : coule entièrement dans la zone municipale. Il est né près de la station de Crecchio à 274 m d'altitude et, après avoir reçu l'apport de quelques fossés, il entre à Arielli dans la localité Parco dei Mulini (148 m d'altitude) et a une longueur d'un peu plus de 5 km[2].
- Torrent Sant'Onofrio : né à Portone (221 m d'altitude), à la frontière entre Crecchio et Canosa Sannita. Après avoir parcouru près de 6 km, il rejoint Arielli près de Collesecco (68 m d'altitude), dans la municipalité de Tollo. Le ruisseau marque la frontière entre Crecchio et les municipalités de Canosa et Tollo[2].

### La flore et la faune locale
Le territoire, intensément cultivé, a un couvert forestier varié et fragmenté ; en particulier, les endroits où la végétation apparaît plus luxuriante, sont les vallées creusées par les ruisseaux locaux, et formant le système, typique de la colline des Abruzzes, dénommée  "vallées en peigne". Dans ces zones où les couches de travertin émergent, les espèces végétales riveraines telles que le charme noir, le frêne, le noisetier et en particulier le laurier prédominent. Diverses espèces de saules et de peupliers] sont répandues près des cours d'eau, où le crabe de rivière est facilement visible. Au bord du maquis méditerranéen, il est possible de remarquer certaines espèces appartenant aux garrigues telles que l’ampélopsis et les kystes, tandis que dans les zones moins sèches, il y a le roseau Pline. La présence de criquets noirs qui, initialement introduite par l'homme, s'est ensuite propagée spontanément. Sur les collines, la végétation se compose principalement de chêne duveteux, accompagné de sorbiers, d'érables, d'ormes, de charmes et de chênes verts. Parmi les lisières boisées, il est facile de croiser le cyclamen de printemps, la primevère, l'œillet, la campanule et l'anémone des Apennins ; rare est la présence de l'orchidée sauvage est rare. Les noyaux forestiers représentent également un refuge et un habitat très importants pour de nombreuses espèces de faune. Parmi les oiseaux, il existe deux espèces d'oiseaux de proie: la buse variable et le faucon moineau ; communs sont également le roitelet, le merle, le pic rouge et vert; il est facile de tomber sur une mésange charbonnière, pinsons, grives, rossignols, huppes, tourterelles et coucous. Parmi les mammifères, il est possible de trouver les habitants classiques des sous-bois : la martre, le blaireau, la belette, le renard et la mouffette, ainsi que d'autres petits rongeurs de la forêt.

### Climat
La présence du massif de la Maiella arrête partiellement les vents occidentaux, humides et tempérés de l'Atlantique; par conséquent, le territoire est particulièrement soumis aux vents orientaux, y compris les vents continentaux provenant de NNE frais et secs (parfois accompagnés de chutes de neige considérables) et les vents marins provenant de SSE très chaudes et très humides. Le climat de Crecchio peut donc être considéré comme tempéré méditerranéen, avec des hivers souvent froids et des étés assez chauds. Les précipitations se concentrent principalement au printemps et en automne.

## Administration

### Autres informations administratives
En juin 2008, la municipalité de Crecchio comptait 3 041 citoyens ayant le droit de vote, dont 1 509 hommes et 1 532 femmes. Aux élections générales de 2008, 76,26 % des électeurs admissibles ont voté. Lors des élections locales des 6 et 7 juin 2009, 74,66 % des électeurs ont voté aux élections municipales et 74,68 % aux élections provinciales. En ce qui concerne les élections européennes, le taux de participation a été de 77,36%.
| Parti                                             |  | Audimat |  | Sièges au conseil municipal |
| ------------------------------------------------- |  | ------- |  | --------------------------- |
| Liste civique « La rondine - Uniti per Crecchio » |  | 1080    |  | 7                           |
| Liste civique « Crecchio Futura »                 |  | 1049    |  | 3                           |

### Liste des maires
| 1985 | 1990      | Carmin La Barba   | Centre gauche | Maire | [ 22 ] |
| 1990 | 1995      | Francesco Teramo  | Centre        | Maire | [ 22 ] |
| 1995 | 2004      | Orazio D’Alessio  | Centre        | Maire | [ 22 ] |
| 2004 | 2009      | Franco Scarinci   | Liste civique | Maire | [ 22 ] |
| 2009 | titulaire | Nicolino Di Paolo | Liste civique | Maire | [ 22 ] |

### Jumelages
San Isidro (Buenos Aires) (Argentine)
 Lariano (Italie) depuis 1997

## Histoire
La tradition veut que dans les temps anciens, les habitants de Crecchio étaient stationnés dans le hameau de Santa Maria Cardetola, non loin du centre habité actuel. Des découvertes sporadiques, dont celle d'une déesse mère du Paléolithique supérieur, des fragments d' obsidienne et de silex travaillés, confirment la présence de l'homme sur les collines de Crecchio depuis la préhistoire. La découverte de fondations de huttes de l'âge du fer témoigne également d'une production céramique modérée autour du IXe siècle av. J.-C..

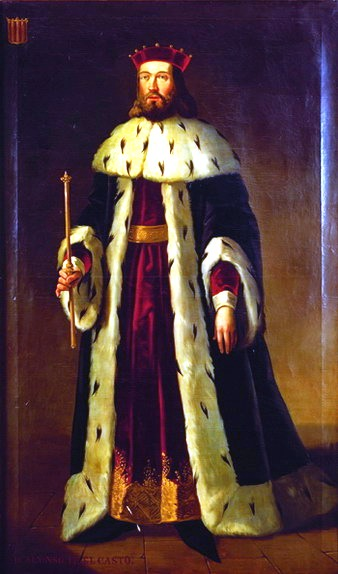
Alphonse d’Aragon, qui détenait le fief vers 1452, avec Ortona.

En 1846, le savant et archéologue lancianais A. Carabba, a trouvé à Santa Maria in Cardetola, une épigraphe italique du VIe siècle av. J.-C., (conservée au Musée National de Naples ) dans laquelle selon des interprétations récentes il y a la première référence à Crecchio, appelé à l'époque archaïque Ok (r) ikam,; la découverte de quelques objets funéraires d'origine frentana suggère que la ville était leur bastion gardant la frontière avec les Marrucini ou les pistes de moutons qui passaient à proximité. Devenue une municipalité romaine, le nom a été transformé en Ocriculum, et l'ensemble du territoire était divisé en grandes villas rustiques (fermes) consacrées à la culture des céréales, des vignes et des oliviers. Les hameaux et quartiers actuels sont situés juste à côté de ces villas. Des anciennes colonies, il ne reste aujourd'hui que les vestiges de la Villa di Vassarella-Casino Vezzani, mis au jour lors des fouilles effectuées entre 1988 et 1991 par la Surintendance archéologique des Abruzzes, en collaboration avec le Club archéologique d'Italie à Crecchio,. Les villas sont restées actives jusqu'aux VIe – VIIe siècles, exportant du vin et de l'huile grâce au port voisin d'Ortona,. Après la dévastation de la guerre gréco-gothique (535-553 apr. J.-C.), de nombreux villages ont été abandonnés et les habitants se sont installés sur la colline où se trouve le centre historique actuel. À une époque d'invasions et de raids, c'était le meilleur endroit défendable, grâce aux deux profondes vallées d'Arielli et de Rifago. Selon la tradition, le site abritait déjà un temple païen (le site de Santa Maria da Piedi) et un fort romain.
La colonie est tombée entre les mains de Lombard probablement vers la fin du VIIe siècle et a suivi les événements historiques du duché de Spolète, passant d'abord entre les mains des Francs puis dans celles des Normands,. Au XIe siècle, la nouvelle colonie était encore sans murs : la bulle du pape Nicolas II, datée de 1059, le confirme, se référant à un "Plebem Occrecle", sans toutefois la qualification de Castellum. Pendant la domination normande, l'appareil défensif du village a été amélioré avec la construction de murs, le long desquels deux grandes portes se sont ouvertes, appelées Da Capo (entrée sud près du château) et Da Piedi (dans la partie nord-est du pays), ce dernier est encore visible aujourd'hui,. Nel 1189-92 Guglielmo Monaco, appartenente alla nobile famiglia Monaco di Crecchio, partecipò alla terza crociata. En 1189-92, Guglielmo Monaco, appartenant à la noble famille de Crecchio, participe à la troisième croisade.

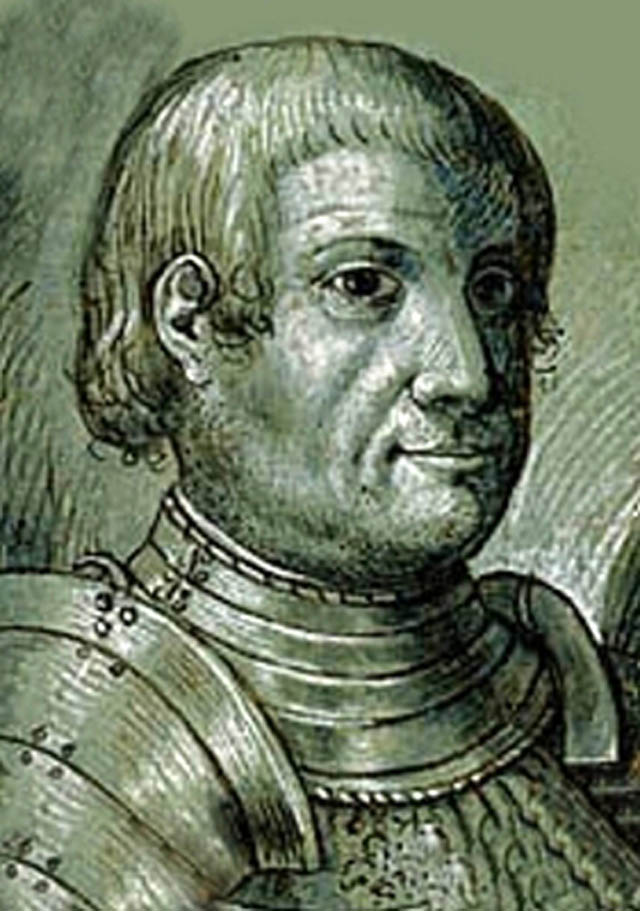
Napoleone Orsini, qui possédait Crecchio dans les années 400.

Au début du XIIe siècle, l'imposante Torre dell'Ulivo a été érigée et tout le château a été construit autour d'elle au cours des années suivantes. La tour faisait partie d'un système d'observation complexe et ramifié qui touchait tous les centres de l'arrière-pays depuis la mer et surveillait les terribles incursions des pirates hongrois et sarrasins. En 1279, le fief de Crecchio fut inclus dans la "Revue des seigneurs féodaux des Abruzzes" voulue par Charles I d'Anjou : de ce dernier il ressort que le fief au château était sous la juridiction de Guglielmo Morello. Ce fief appelé «di un Milite» a été formé non seulement par Crecchio mais aussi par Arielliavec son château (complètement détruit au début du XXe siècle), Castel di Mucchia et la moitié du fief de Pizzo Inferiore (sur la commune d'Ortona). Nel XIV secolo il borgo si arricchì di alcuni palazzi tra i quali emerge il Palazzo Monaco, dotato di torre signorile. Au XIVe siècle, le village s'enrichit de quelques palais, dont le Palazzo Monaco émerge, équipé d'une élégante tour.
En 1406, Crecchio était un fief de Napoléon du comte Orsini de Manoppello et Guardiagrele. Ce dernier, rebelle contre le tribunal de Naples, a été privé du fief qui a été donné à la communauté de Lanciano par le roi Ladislao. Le 23 août 1406, Giovanni Di Masio, mastrogiurato de Lanciano, entra dans la «forteresse et la tour d'Ocrecchio». Il 23 agosto 1406 Giovanni Di Masio, mastrogiurato di Lanciano, entrava nella "rocca e nella Torre di Ocrecchio". La possession par Lanciano représentait pour Crecchio l'occasion de vendre facilement le blé produit dans la région, étant donné que Lanciano, avec ses foires, était un point de passage important pour les commerçants revenant de Venise. En 1627, Crecchio passa à Giovanni Bonanni dell'Aquila, qui le revendit en 1633 à Andrea Brancaccio de Naples. A l'occasion de cette vente, un certain «tableau napolitain» de Scipione Paternò a été appelé pour estimer la valeur du fief, donnant une image très nette du village au XVIIe siècle.
La famille Brancaccio conserve la possession de Crecchio jusqu'en 1702. Le 15 octobre 1705, le fief est acheté par Gaetano Antonio D'Ambrosio, prince de Marzano. Cependant, la vente n'est pas valide et le fief est alors attribué à Vincenzo Frascone, nommé marquis de Crecchio. Le D'Ambrosio revint à la querelle le 11 août 1734, la conservant jusqu'en 1785, date à laquelle il passa aux De Riseis, ducs de Bovino et barons de Crecchio. Ce dernier conserva les marchandises qui lui étaient associées jusqu'au 15 novembre 1958. Dans les années 1870-1879, la nouvelle route provinciale vers Canosa a été construite et la porte de Capo a été démolie avec le reste des murs.
Une description passionnée du village est fournie par Don Ermenegildo Blasioli, révérend curé de Crecchio, qui dans la neuvaine de Sant Elisabetta, patronne de Crecchio, datée de 1901, a écrit ce qui suit :

« Qui regarde la région des Abruzzes Teatina dans cette légère pente, qui s'étend de la majestueuse Majella à la mer, reste extatique, la regardant déchiquetée par des collines et des collines, couverte de vignobles luxuriants, d'oliviers verdoyants, d'arbres fruitiers de toutes sortes; avec des ruisseaux et des ruisseaux qui, labourant cette terre des Frentani, formant de pittoresques vallées ombragées, ondulent dans l'extase de la contemplation, le spectateur s'exclame Oh ! beau paysage ou terre chanceuse, où Dieu a prodigué les biens de la nature ! Au milieu de cette pente entre la montagne et la mer, au bord d'une colline, bordée par deux ruisseaux, le Rifago à l'est et l'Arielli à l'ouest, il y a un petit mais charmant village appelé Crecchio, en latin Oppidum Ocreclii, et dans les temps anciens appelé avec le surnom Granaio di Lanciano. L'âge du village est attesté par quelques dalles de pierre sur les linteaux des portes, avec des inscriptions et avec les dates des années 863, 1110 et 1263. Je suis remarquable de mention; le clocher de l'église paroissiale de San Salvatore dans le style du XVIe siècle et le palais du Baron De Riseis avec des tours crénelées de style médiéval. Dans les collines environnantes, vous pouvez voir des ruines de maisons détruites par l'invasion des barbares, restant un petit vestige de nombreuses ruines de ce pays, qui était autrefois bien fortifié avec des murs. »

— Don Ermenegildo Blasioli, 1901

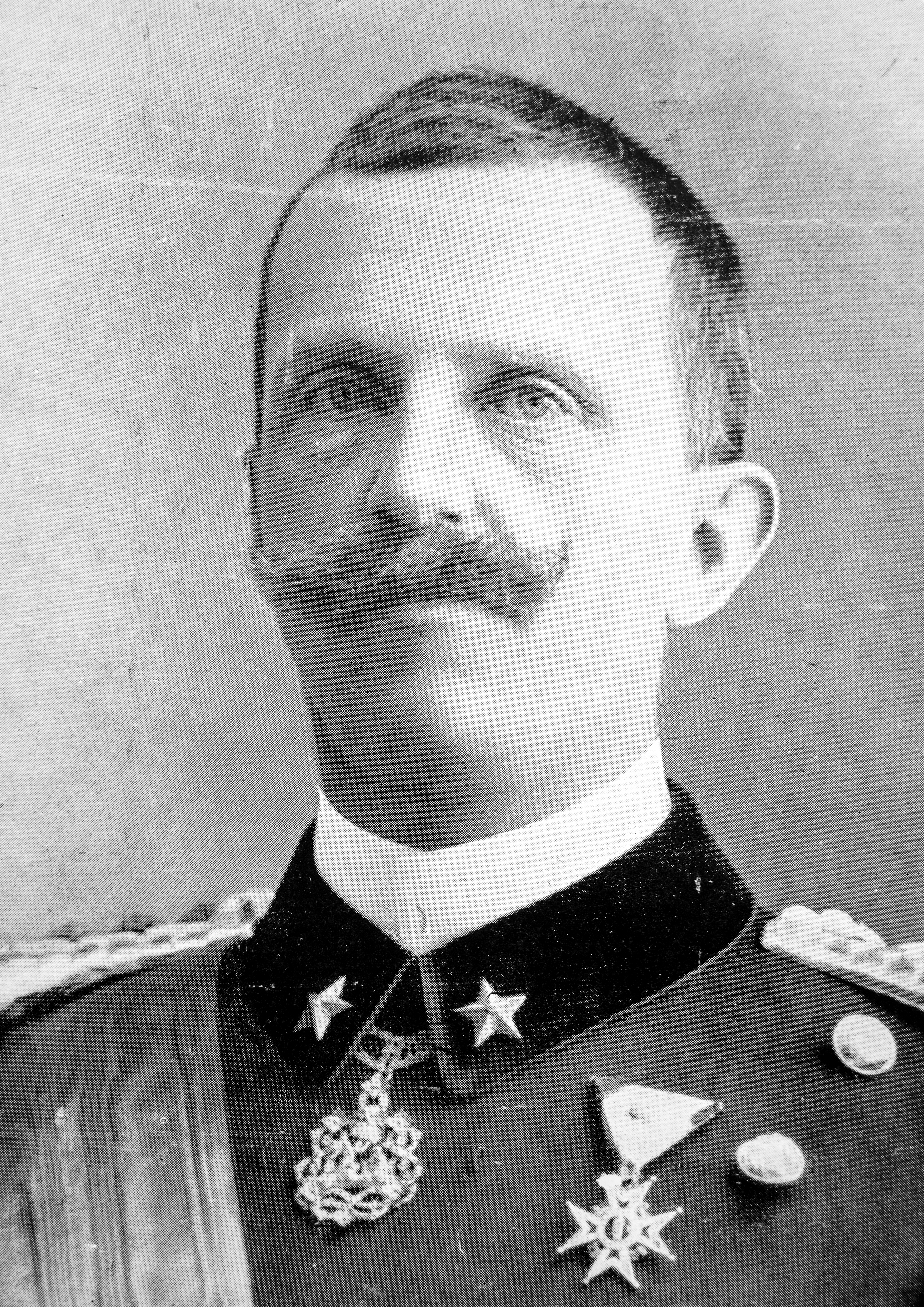
Victor-Emmanuel III, hébergé au château de Crecchio lors de sa fuite à Brindisi.

Le 9 septembre 1943, Crecchio et le château sont le théâtre d'événements importants de l'histoire de l'Italie: lors de leur transfert à Brindisi, le roi Vittorio Emanuele III, la reine, le prince Umberto, Badoglio et l'ensemble de l'état-major s'arrêtent dans le château. Ici, le sort de la monarchie savoyarde est décidé. Le prince Umberto avait précédemment été l'invité des ducs de Riseis, à Crecchio, dans les années 1926, 1928 et en 1932 avec Maria Josè. De l'hiver 1943 à l'été 1944, Crecchio, sur la ligne Gustav, a subi la dévastation des bombardements: l'église de San Rocco (Saint-Roch) à l'entrée du village a été rasée (et jamais reconstruite), le château et la Torre dell'Ulivo gravement endommagés, la façade du XVIIIe siècle de l'église de San Salvatore à moitié détruite ainsi que de nombreuses maisons.
L'après-guerre a représenté la période d'abandon du centre historique, la commune est passée de 3765 habitants en 1951 à 3139 en 1971. Le château en ruine a été transformé en atelier de menuiserie et les reconstructions de cette époque et les travaux de construction ont été dévastateurs. La situation a commencé à changer en 1976, lorsque les travaux ont commencé pour sa restauration. Dans les années 80 et 90, l'Archéoclub entreprend une véritable campagne de redécouverte du patrimoine ancien du pays, également grâce à la restauration de nombreux bâtiments, rendus à leur physionomie médiévale. Depuis 1995, le château abrite le musée des Abruzzes byzantins et médiévaux primitif, contribuant à la vocation touristique de la ville.

## Monuments et lieux d'intérêt

### Architecture religieuse

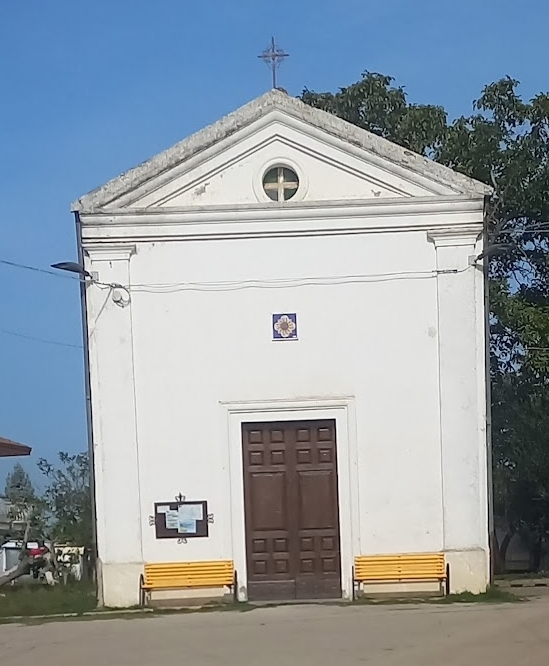
L'église de la Madonna dei Sette Dolori (hameau de Casino Vezzani).

- L'église de la Madonna dei Sette Dolori (hameau de Casino Vezzani).Église de Santa Maria da Piedi (également connue sous le nom de Sant Antonio[26]) ; il est situé près de la Porta da Piedi, d'où il tire son nom. L'église, construite en 1581[26] sur les plus anciens murs défensifs du pays, a une façade rectangulaire en pierre et en brique. Le portail, en grès, date de 1584 et est surmontée d'un fronton[26]. Au-dessus, il y a une fenêtre circulaire[31]. Le clocher, sous une seule lumière, est situé à l'arrière de l'église. L'intérieur se compose d'une seule nef avecPlafond à truss en bois. Actuellement l'église est déconsacrée et est utilisée comme un auditorium[32].
- Église du Santissimo Salvatore; il est situé à mi-chemin entre le château et l'église de Santa Maria da Piedi. Devant elle s'ouvre la Piazza Santissimo Salvatore. La façade, de style baroque sobre, est en brique[31]. Le portail a un coronoment de tympan cassé et, au-dessus, entre deux cadres horizontaux, une fenêtre rectangulaire s'ouvre. La façade se termine par un tympan circulaire, à l'intérieur duquel se trouve un oculus. Le toit est à double pente tandis que l'intérieur a une seule salle[24]. Le clocher également en maçonnerie, il a une base carrée et positionné d'un côté de la façade. Orné aux angles de pilastres, il est équipé d'une cloche (avec un concert de cinq cloches[24]) qui s'ouvre de chaque côté avec une arche ronde. Immédiatement au-dessus, il y a un grenier, avec des rampes et des colonnes aux coins, et un écrou[31]. Sur ce dernier, il y a une horloge, composée de quatre cadrans lumineux[24]. Le clocher se termine par un toit en croupe. La date exacte de construction de l'église est inconnue, mais il est probable que le premier noyau remonte à l'époque où les premiers habitants se sont déplacés de Santa Maria Cardetola vers la colline actuelle[24]. Jusqu'au XVIIIe siècle, l'église avait une façade du XVe siècle, puis détruite par un tremblement de terre et reconstruite dans le style baroque[26]. Dans la période de guerre 1943-1944, l'église subit de graves dommages: la façade et l'intérieur gravement endommagés, le clocher complètement démoli (une grande tour en pierre du XVIe siècle). Dans la reconstruction, les lignes architecturales d'origine ont été presque fidèlement conservées[24].Vue de Crecchio de nui avec l'église du Santissimo Salvatore.

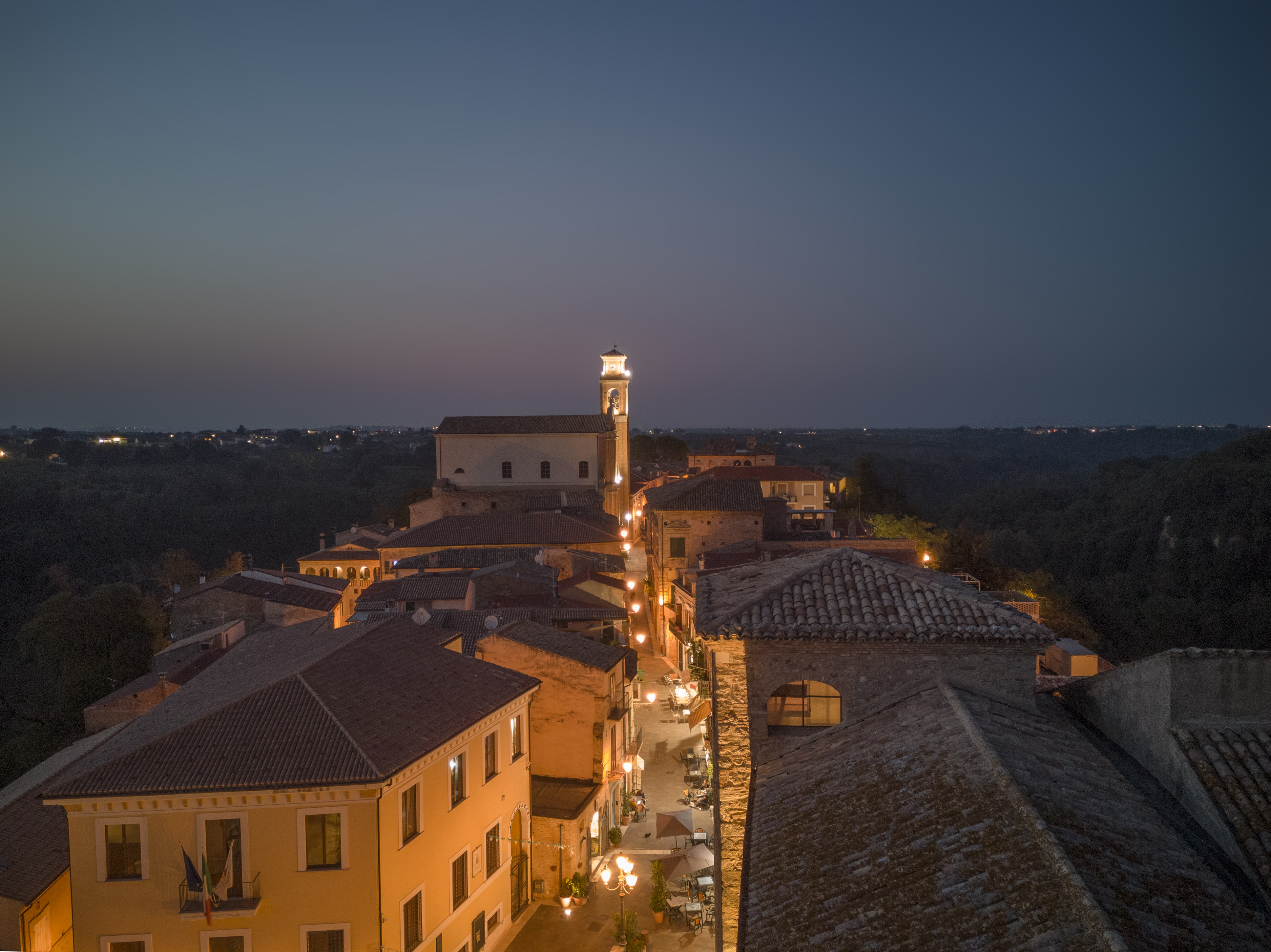
Vue de Crecchio de nui avec l'église du Santissimo Salvatore.

- Sanctuaire de Santa Elisabetta ; il est situé à une courte distance du centre historique. La façade est saillante, divisée en trois parties par quatre pilastres[24]. À mi-hauteur, il y a un cadre de cours de cordes au-dessus duquel la rosace est placée. Le portail est dominé par un tympan circulaire. Le clocher navigue. L'église a des origines très anciennes, ainsi que la vénération des habitants pour le Saint[24]. Fortement endommagé dans les années 1943-1944, il a été reconstruit en 1955 par l'ingénieur civil, mais avec des modifications importantes. A l'intérieur, vous pourrez admirer une statue du Saint du XVe siècle et quelques ex-voto XIXe siècle[24].

Dans la zone municipale, il y a d'autres églises, situées dans les différents hameaux:
- Église de San Giuseppe ; il est situé à Villa Tucci et est l'un des plus anciens. Rappelée dans un décret de visite pastorale de 1894, elle conserve encore l'ancienne structure. Avec la reconstruction de la deuxième période d'après-guerre, un mince clocher a été ajouté[24].
- Église de la Madonna dei Sette Dolori ; elle s'élève au casino Vezzani et elle aussi est mentionnée dans le décret pastoral de 1894. L'édifice actuel a été reconstruit sur les ruines d'une ancienne église, démolie parce qu'elle était basse et délabrée[24].
- Église de Sant'Antonio da Padova ; construit en 1926 à Villa Consalvi. La structure est en pierre apparente[24].
- Église de San Rocco ; après la destruction de l'ancienne église de Saint-Roch, à Crecchio, il a été décidé de la reconstruire non plus dans le village mais à la Villa Selciaroli. L'église a été ouverte au culte en 1975[24].

### L'architecture civile
- Palazzo Monaco ; fait de pierres[31], il est placé devant l'église de Santa Maria da Piedi, à côté de la Porta da Piedi. Le noyau d'origine du bâtiment remonte au XIVe siècle. Appartenant autrefois à la famille Monaco, il possédait également une tour majestueuse[26].
- Pont du XIIIe siècle ; en maçonnerie, il est constitué d'une arche pointue. Jusqu'à la Seconde Guerre mondiale, il servait de lien entre le château et son parc.
- Porte des pieds ; seule porte encore existante par laquelle on entrait dans le village au Moyen Âge[26],[31].

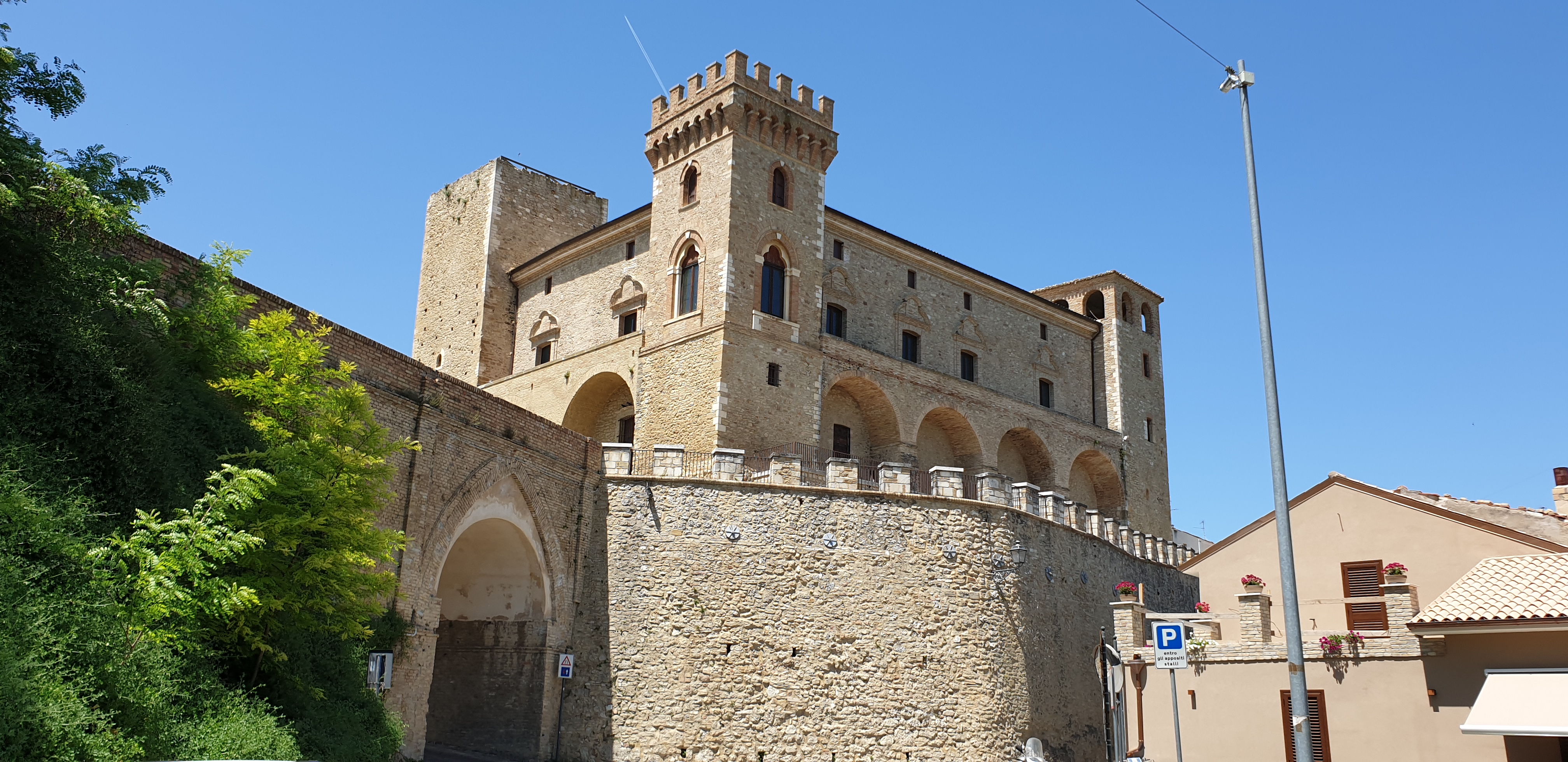
Le château et l'arcade du pont.

- Moulins de la vallée d'Arielli ; les moulins sont tous situés sur la rive droite de la rivière Arielli, au-dessous de la colline de Crecchio, et s'étalent sur un tronçon d'environ 3 km. Ce sont des moulins à eau, de type palmenti, à roues en pierre et roue à eau à pales souterrainesLe château et l'arcade du pont.[33]. L'abandon de l'activité meunière, florissante au Moyen Âge, a entraîné une dégradation inévitable des moulins, accompagnée de la croissance d'une végétation luxuriante. Aujourd'hui, les moulins, en partant du plus en amont, sont identifiés comme suit : Mulino di Grogne, Mulino del Barone, Mulino del Santissimo Sacramento, Primo Mulino di Cillarille, Secondo Mulino di Cillarille, Mulino di Valle Cannella, Mulino di Casino Vezzani[33]. Grâce à une restructuration minutieuse menée par l'administration municipale dans les années 1990, il a été possible de créer le Parco dei Mulini, une zone équipée d'une valeur naturaliste particulière dans laquelle les moulins renaissent en tant que structures multifonctionnelles.

### Architecture militaire
Le Château Ducal.

### Sites archéologiques

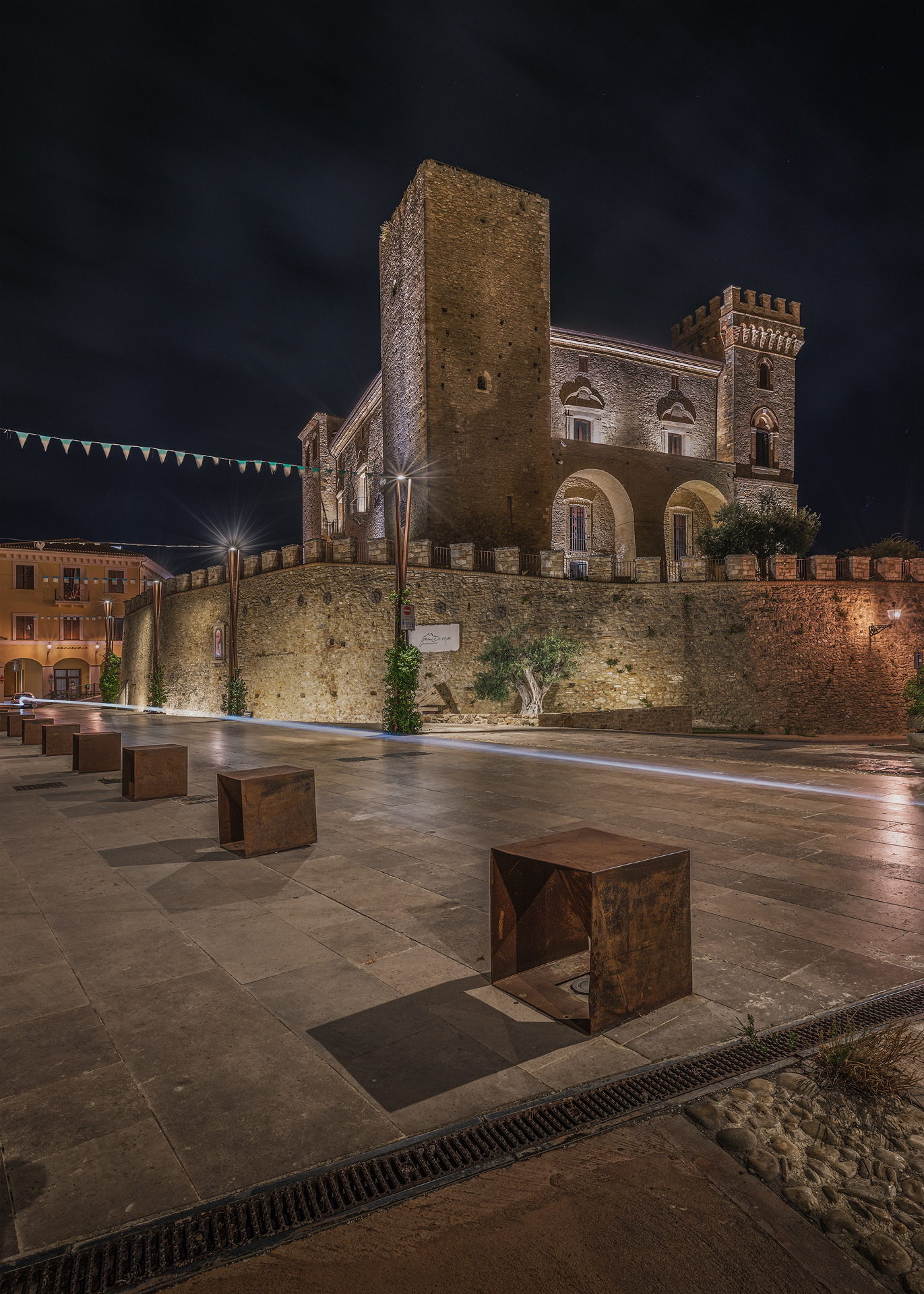
Le château illuminé de nuit.

- Le château illuminé de nuit.Vestiges de la villa romaine de Vassarella ; le complexe a été découvert en 1973 à la suite de travaux de plantation d'un vignoble. Entre 1988 et 1991, une campagne de fouilles réalisée en collaboration entre le Club Archéologique de Crecchio et la Surintendance Archéologique des Abruzzes a permis de reconnaître les vestiges d'une grande villa rustique, se référant à l'époque républicaine tardive. Les ruines des structures murales délimitaient un portique d'au moins 75 mètres de long, avec diverses pièces situées le long du couloir défini par le portique lui-même. De nombreux dol et une grande citerne en béton ont été trouvés à l'intérieur des chambres survivantes, presque complètement remplis d'eau et de boue. Le vidage de la citerne a permis d'identifier diverses trouvailles (en particulier des fragments de bois et des poteries) qui témoignent de contacts avec des régions comme l'Afrique, l'Égypte, la Palestine, la Syrie et l'Asie Mineure. Au VIe siècle, le système était probablement utilisé par les Byzantins pour alimenter le port voisin d'Ortona. En effet, le site archéologique de la citerne, utilisé comme véritable «décharge», peut être attribué à cette période[34].

## Galerie

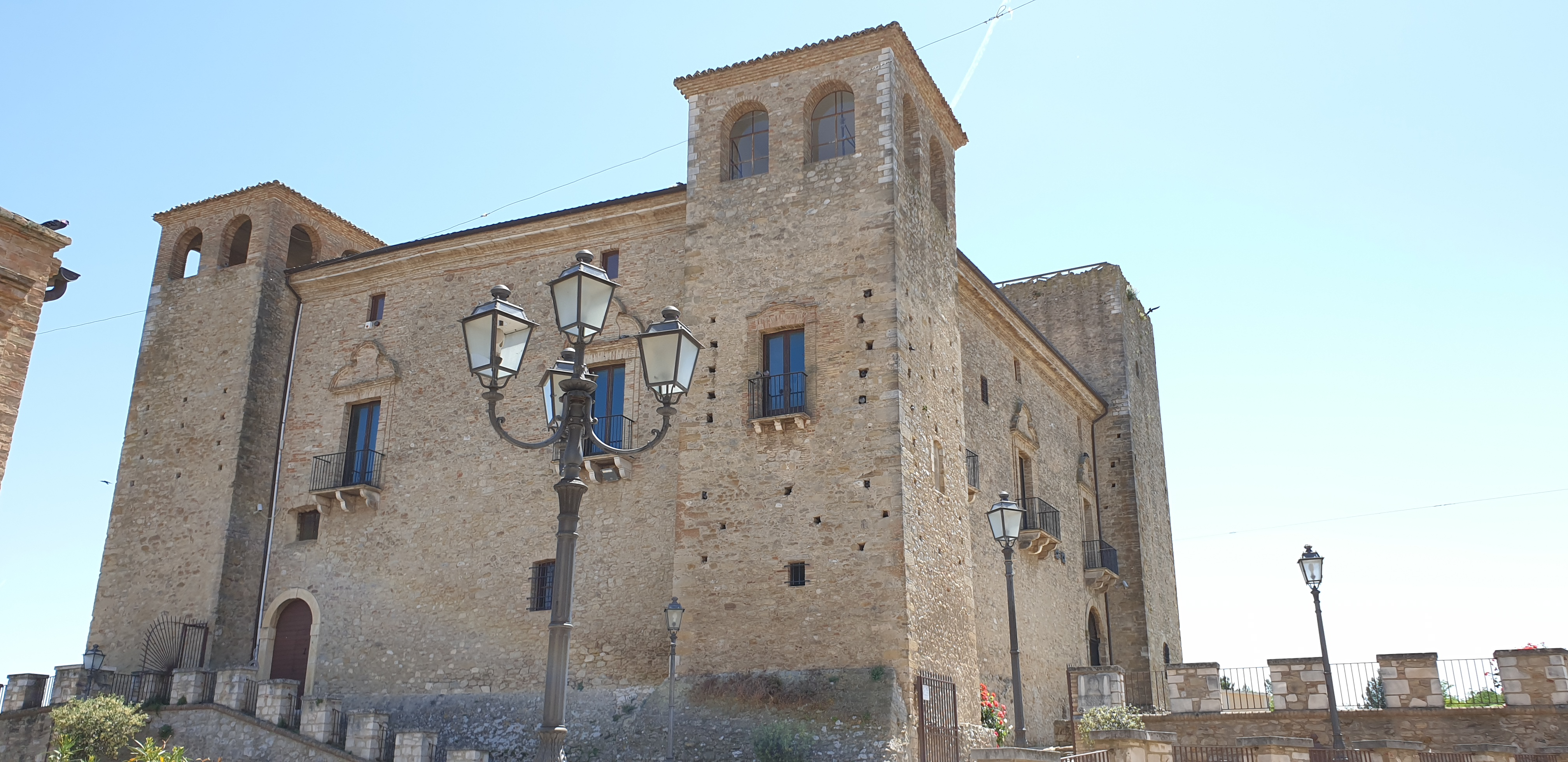
Vue arrière du château.
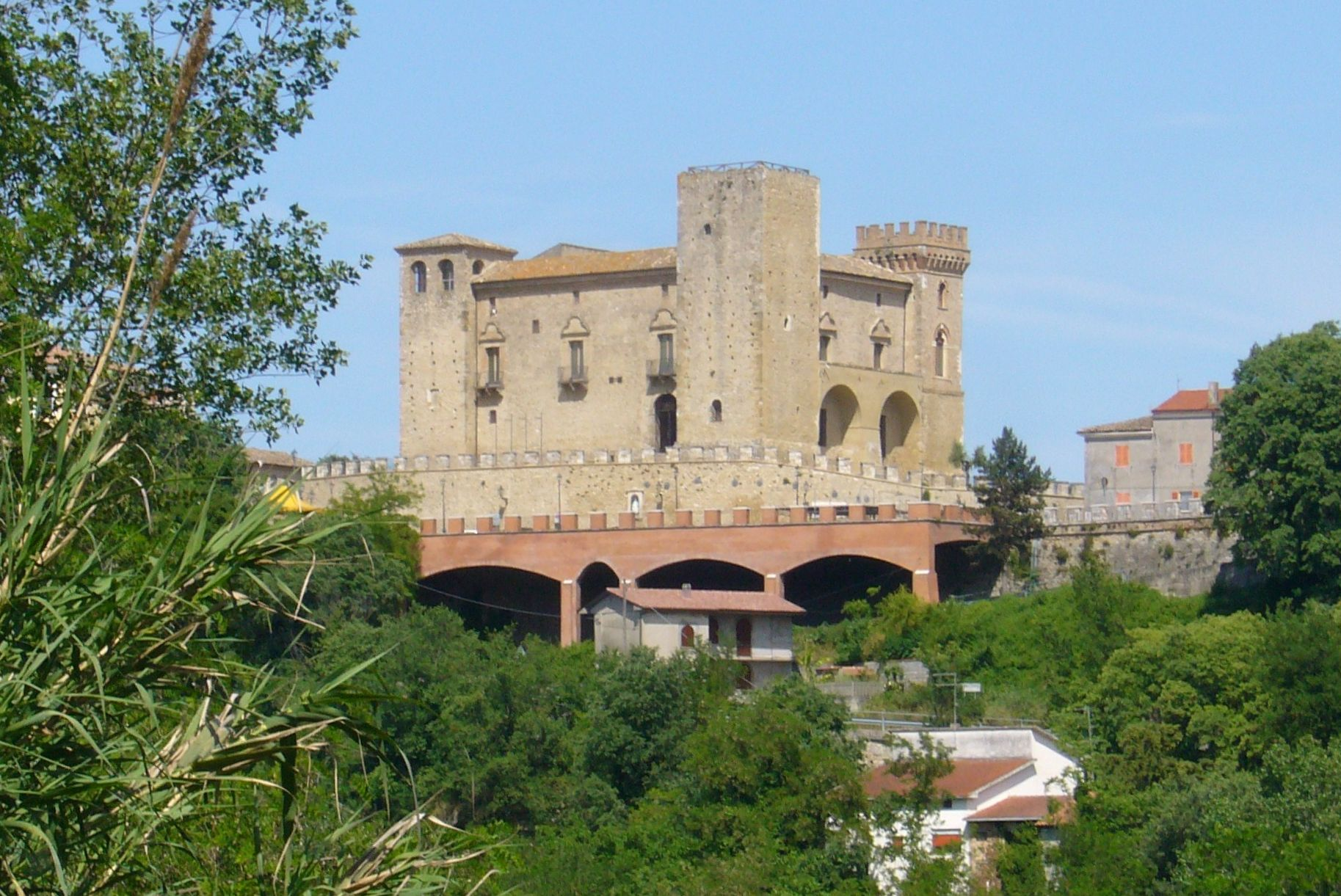
Vue panoramique du château.
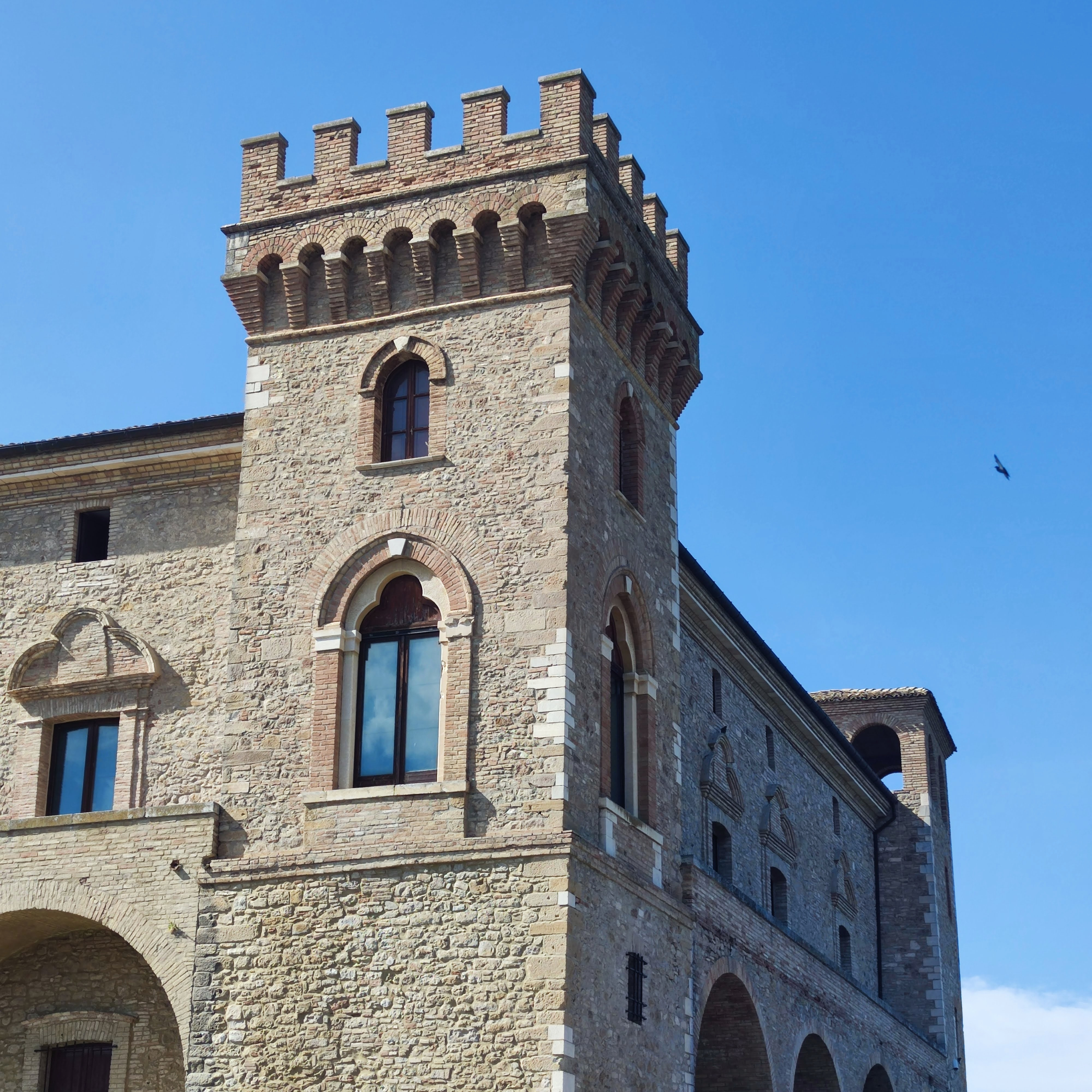
La tour à créneau du château.

## Éducation

### Écoles
Dans la zone municipale, il y a une première année et une école secondaire primaire. Il existe également trois jardins d'enfants.

## Culture
Musée byzantin et époque médiévale des Abruzzes.
Fête médiévale tous les ans au mois d'août.

## Économie

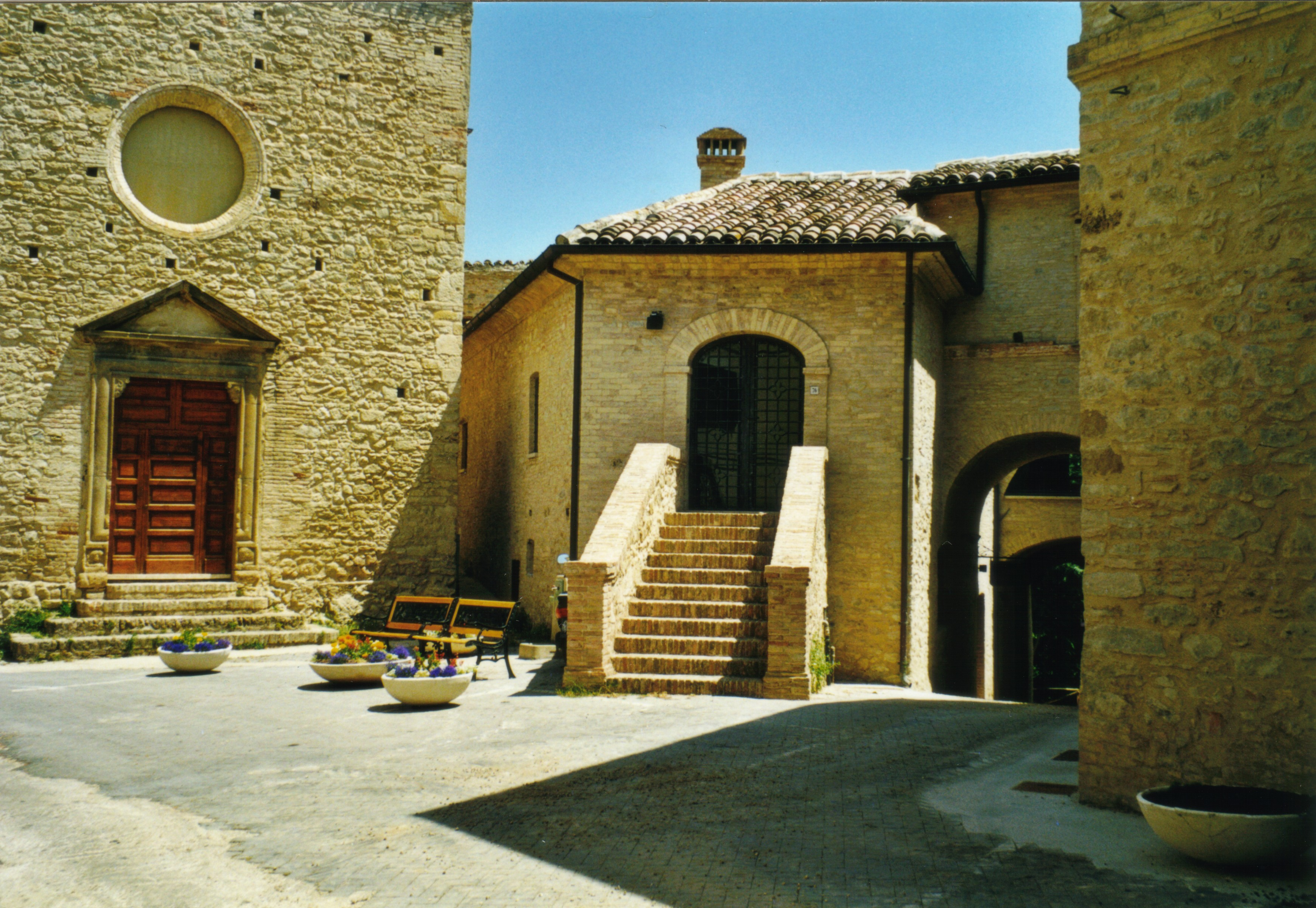
L'église Santa Maria da piede et le Palazzo Monaco.

La municipalité de Crecchio fait partie du district industriel (système de travail local) d'Ortona, avec les municipalités d'Ari, Arielli, Canosa Sannita, Filetto, Giuliano Teatino, Orsogna, Ortona, Poggiofiorito et Tollo. Ce quartier est caractérisé par une forte concentration d'entreprises spécialisées dans le secteur du textile et de l'habillement. Le nombre d'unités locales présentes dans la zone municipale est de 619 ; la densité entrepreneuriale est de 20, 20 ul pour 100 habitants, une valeur qui place Crecchio à la sixième place parmi les communes de la province avec la densité la plus élevée. Cependant, l'activité principale reste l'agriculture. Les exploitations présentes sont caractérisées pour la plupart par la gestion directe de l'agriculteur avec uniquement du travail familial et une SAU par exploitation de moins de 10 ha ; caractéristiques qui peuvent également être reconnues dans une grande partie de la région. En 2000, la SAU correspondait à 1458,36 ha, soit environ 75% de la superficie municipale. La superficie consacrée à la viticulture était de 1 277,77 ha, 114,34 ha pour l'oléiculture et 34,88 ha pour les cultures arables. La vocation agricole du territoire est également attestée par la présence de deux caves où sont produits les vins DOC des Abruzzes (Montepulcianoet Trebbiano) et quatre moulins pour la production d' huile d'olive extra vierge de qualité supérieure. La municipalité est également membre de l'Association nationale des villes viticoles. Le territoire de Crecchio n'échappe pas au développement industriel considérable de la région d'Ortona autour de l'axe Marrucino ( SP 538) mais, en même temps, une attention égale est accordée à la conservation du paysage agricole.

### Commerces
Il y a des petits commerces (magasins et cafés), mis à disposition des habitants ainsi dans les hameaux environnants.

## Infrastructures et transports

### Routes
La principale voie de communication est la route provinciale de Marrucina (ex SS 538) qui relie Ortona à Orsogna. La route provinciale sert également de lien avec l'autoroute A14 (sortie Ortona).

### Chemins de fer
Jusqu'en 1982, la municipalité était desservie par le chemin de fer Sangritana, avec la section Ortona Marina-Crocetta. Le service de fret, suspendu en 1984, s'était révélé être un outil valable pour la commercialisation des vins de la cave de Crecchio et des vins voisins. Le chemin de fer a également permis la connexion à la ligne Adriatique, étant donné la présence d'un lien dans la gare d'Ortona. Les bâtiments de la gare de Crecchio (près de la cave) et de l'arrêt Villa Selciaroli sont toujours présents. Actuellement, la gare la plus proche est Ortona.

### Ports
Les principaux ports les plus proches sont ceux d'Ortona, Vasto et Pescara.

### Mobilité urbaine
Dans la municipalité, plusieurs lignes de voitures (gérées par les sociétés Arpa, Sangritana et Napoleone) assurent des liaisons avec Chieti, Lanciano, Ortona et les municipalités voisines.